# Melissa Naschenweng

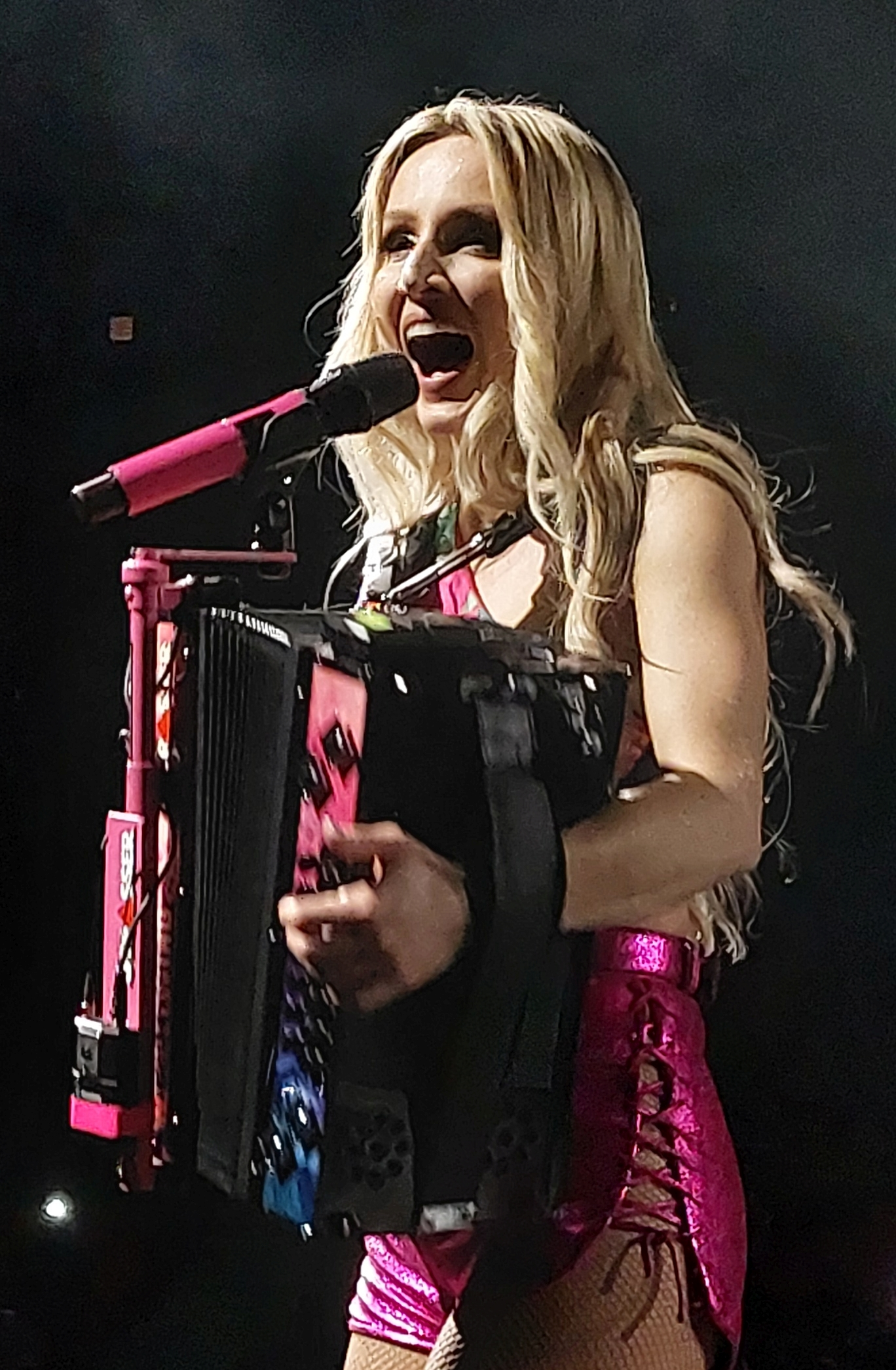
Melissa Naschenweng im Konzert (2025)

Melissa Naschenweng (* 11. Juli 1990 in Villach) ist eine österreichische Musikerin und Sängerin.

## Leben
Melissa Naschenweng wuchs im Kärntner Lesachtal auf. Sie lernte ab dem sechsten Lebensjahr bei ihrem Vater Andreas Müllmann das Spiel auf der steirischen Harmonika, im Alter von acht Jahren erhielt sie an der Musikschule Lesachtal Querflötenunterricht, später lernte sie auch Gitarre. Erste Auftritte hatte sie mit der Band ihres Vaters. Nach der Matura begann sie ein Jus-Studium in Graz, welches sie jedoch zugunsten einer Musikkarriere aufgab.
Stilistisch ist sie zwischen volkstümlicher Musik, Schlager, Pop- und Rockmusik einzuordnen, sie selbst bezeichnet ihn als „Lederhosenrock“. 
Bei ihren Bühnenauftritten ist ihr Markenzeichen die pinke 'hotpants' Lederhose und 'high heels' Stiefel, glitzernde Oberteile und eine rosa Steirische Harmonika.
Im Juli 2023 machte sie ihre Beziehung mit Toni Gabalier, dem Bruder von Andreas Gabalier und Willi Gabalier, öffentlich.

### 2010–2019

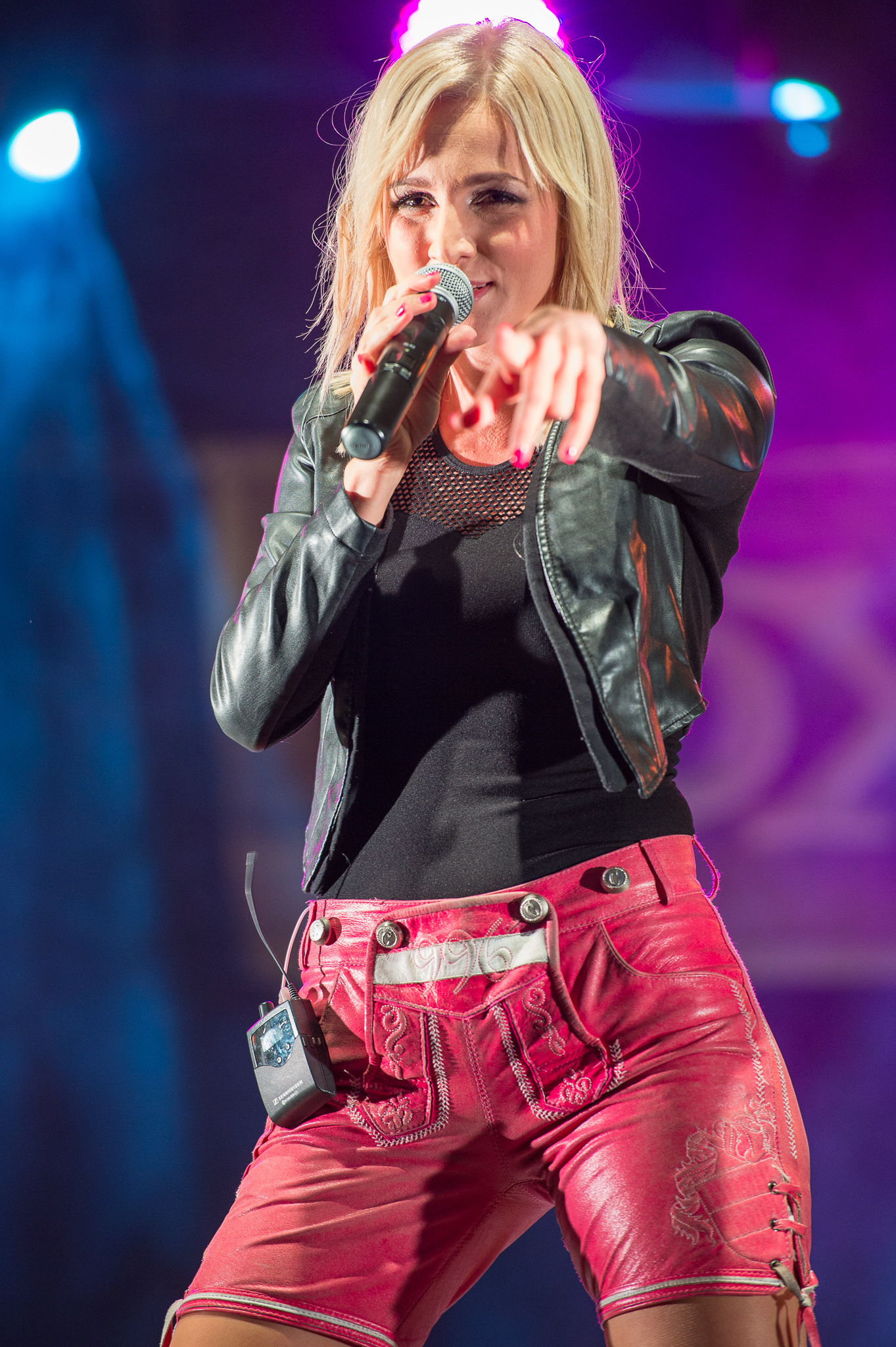
Melissa Naschenweng bei einem Auftritt (2016)

2010 erreichte sie den zweiten Platz beim Volksmusik-Grand-Prix Melodien der Alpen. Im Herbst 2012 war sie im Musikantenstadl zu sehen, wo sie im Nachwuchswettbewerb hinter Sandra Ledermann ebenfalls Zweite wurde. 2014 nahm sie an der Puls-4-Castingshow Herz von Österreich teil. 2016 war sie unter anderem am Donauinselfest vertreten und beim Winter- und Sommer-Open-Air von Wenn die Musi spielt sowie im Silvesterstadl im ORF zu sehen, außerdem bei der von Florian Silbereisen präsentierten Sendung Die Schlager des Sommers.
Das Anfang 2017 erschienene Album 'Kunterbunt' erreichte Platz 3 in Österreich und wurde mit Gold ausgezeichnet. im Jahr 2019 mit dem Song 'I steh auf Bergbauernbuam', der innerhalb von 3 Wochen über eine Million Aufrufe auf YouTube erreichte. Das zugehörige Album 'Wirbelwind' erreichte Platz 1 in Österreich, hielt sich 79 Wochen in den Charts und wurde mit Platin ausgezeichnet.
2017, 2018 und 2019 trat sie erneut beim Sommer-Open-Air von Wenn die Musi spielt auf, außerdem war sie 2017 und 2018 im ZDF-Fernsehgarten zu sehen. 
Für die Musikvideos zu den Liedern Net mit mir und Gott is a Dirndl stand sie mit Willi Gabalier vor der Kamera. Ihre im Februar 2018 veröffentlichte Single Ich will ’nen Bauern als Mann, eine Coverversion von Ich will ’nen Cowboy als Mann, ist der Titelsong der 15. Staffel der ATV-Sendung Bauer sucht Frau. Im Dezember 2018 war sie in der ORF-Sendung Zauberhafte Weihnacht im Land der Stillen Nacht mit So a Wunder und in der Silvestershow mit Weisst eh (dass i narrisch auf Di steh), I steh auf Bergbauernbuam und Net mit mir zu Gast.
Im April 2019 war sie Kandidatin in der Quizsendung Wer weiß denn sowas? im Ersten, im Juni 2019 war sie in der ORF-Produktion Schlager, Glück & heile Welt – Settele muss auf die Bühne! aus der Reihe Dok 1 mit Hanno Settele auf ORF 1 zu sehen. Im Rahmen des Musi-Sommer-Open-Airs 2019 wurde ihr jeweils eine Goldene Schallplatte für die Alben Kunterbunt und Wirbelwind verliehen.

### Ab 2020
Das im November 2020 erschienene Album 'Lederhosenrock' erreichte wieder Platz 1 in Österreich und Platin. Aus dem Album wurde der Song 'Traktorführerschein' mit dem Amadeus Award 'Songwriter des Jahres 2021' ausgezeichnet. Das Open-Air Konzert in Kufstein auf der Burg im September 2021 wurde aufgezeichnet und als ihr erstes Live-Album mit dem Titel 'Bergbauernshow LIVE' veröffentlicht.
Im Juni 2020 präsentierte sie ihr Lied Dein Herz verliert im Rahmen der ORF-Sendung Österreich blüht auf – Die Natur im Garten und im Juli 2020 im Rahmen der Open-Air-Eurovisionssendung Schlager, Stars & Sterne – Die große Seeparty in Österreich! mit Florian Silbereisen I steh auf Bergbauernbuam. Im August 2020 war sie mit Dein Herz verliert bei Stefan Mross in Immer wieder sonntags zu Gast.
Im Rahmen der Amadeus-Verleihung 2020 wurde sie mit einem Amadeus Austrian Music Award in der Kategorie Schlager/Volksmusik ausgezeichnet. Im November 2020 war sie in der ORF-Late-Night-Show Willkommen Österreich zu Gast, in der sie gemeinsam mit Russkaja den Lausbuam Blues aus dem Album LederHosenRock präsentierte. Mit LederHosenRock stieg sie auf Platz eins in die österreichischen Albumcharts ein. Im Juli 2021 war sie mit Dein Herz verliert und Liebe, Liebe, Liebe in der von Alfons Haider und Barbara Schöneberger präsentierten ORF/MDR-Sendung Stars am Wörthersee zu sehen.
Im September 2021 wurden ihr drei Platin-Schallplatten für die Alben LederHosenRock und Wirbelwind sowie die Single I steh auf Bergbauernbuam verliehen. In Zusammenarbeit mit der Zillertaler Trachtenwelt präsentierte sie Ende September 2021 ihre eigene Trachtenkollektion. Mit Bergbauernshow LIVE veröffentlichte sie im Dezember 2021 ihr erstes Livealbum, dieses wurde bei einem Open Air in Kufstein aufgenommen. In der 6. Staffel der ORF-Castingshow Starmania fungierte sie 2022 als Gastjurorin.
Im Juni 2022 zeigte der ORF die Dokumentation Melissa Naschenweng – Die Senkrechtstarterin im Porträt, außerdem trat sie erneut beim Wenn die Musi spielt-Sommer-Open-Air sowie beim Donauinselfest auf. Im September 2022 war sie in der Starnacht aus der Wachau zu Gast. Beim Open Air in Bad Hofgastein trat sie Anfang Oktober 2022 als Voract von Helene Fischer auf und präsentierte ihr Album Glück. Das Album wurde im Oktober 2023 unter dem Titel Pures Glück mit vier Live-Tracks neu aufgelegt.
Ihr Schauspieldebüt gab sie mit einer Kleinrolle in dem 2022 gedrehten Film Pulled Pork von Andreas Schmied mit Paul Pizzera und Otto Jaus. Mit Christkindl nahm sie ihren ersten eigenen Weihnachtssong auf, mit dem sie unter anderem in der ARD-Sendung Das Adventsfest der 100.000 Lichter von Florian Silbereisen und in der ZDF-Sendung Heiligabend mit Carmen Nebel zu sehen war. Zum Jahreswechsel 2022/23 war sie in der Wir sind Kaiser-Silvesteraudienz mit Robert Palfrader zu Gast.
Im Mai 2023 trat sie neben Chris Steger und Andreas Schager beim Militärmusikfestival im Wörthersee Stadion in Klagenfurt auf. Mit Roland Kaiser nahm sie Es wird scho glei dumpa für dessen Album Goldene Weihnachtszeit auf. Für Verstehen Sie Spaß? spielte sie im Bestattungsmuseum Wien die Leiche einer angeblich 1896 verstorbenen Textdichterin. Im November 2023 trat sie für die Aufzeichnung der von Hans Sigl und Francine Jordi moderierten Silvestershow auf. Im Dezember 2023 stand sie für die Aufzeichnungen der Helene Fischer Show mit Helene Fischer sowie der ZDF-Show 50 Jahre Roland Kaiser auf der Bühne. Im August 2024 präsentierte sie das Lied Der Michl mit der Sichl in der ARD-Sendung Immer wieder sonntags. Am 30. Dezember 2024 war sie Rategast bei Wer weiß denn sowas XXL.
Ihr im Jänner 2025 veröffentlichtes Album stieg auf Platz 1 der österreichischen Album-Charts ein und wurde mit dem erstmals verliehenen Nummer 1 Award der Austria Top 40 ausgezeichnet. Ende Jänner 2025 präsentierte sie die ORF-Sendung Promis, Partys, Pistentratsch rund um das Hahnenkammrennen in Kitzbühel. Ebenfalls 2025 stand sie für Dreharbeiten für die romantische ORF-Komödie Herzklang – Zurück zu mir als Schlagersängerin Melanie Buchauer vor der Kamera.

## Diskografie
Studioalben

| Jahr | Titel Musiklabel                                        | Höchstplatzierung, Gesamtwochen, AuszeichnungChartplatzierungen (Jahr, Titel, Musiklabel, Platzierungen, Wochen, Auszeichnungen, Anmerkungen) | Höchstplatzierung, Gesamtwochen, AuszeichnungChartplatzierungen (Jahr, Titel, Musiklabel, Platzierungen, Wochen, Auszeichnungen, Anmerkungen) | Höchstplatzierung, Gesamtwochen, AuszeichnungChartplatzierungen (Jahr, Titel, Musiklabel, Platzierungen, Wochen, Auszeichnungen, Anmerkungen) | Anmerkungen                                                |
| Jahr | Titel Musiklabel                                        | DE | AT | CH | Anmerkungen                                                |
| ---- | ------------------------------------------------------- | --- | --- | --- | ---------------------------------------------------------- |
| 2011 | Oanfoch schen, oanfoch du Obermain Musikproduktion (DA) | — | — | — | Erstveröffentlichung: 24. Juni 2011                        |
| 2014 | Gänsehautgefühl Telamo (Sony)                           | — | — | — | Erstveröffentlichung: 7. Februar 2014                      |
| 2017 | Kunterbunt Ariola (Sony)                                | — | AT3 Gold · (23 Wo.)AT | CH46 (1 Wo.)CH | Erstveröffentlichung: 24. Februar 2017 Verkäufe: + 7.500   |
| 2019 | Wirbelwind Ariola (Sony)                                | DE61 (1 Wo.)DE | AT1 Platin · (79 Wo.)AT | CH4 (8 Wo.)CH | Erstveröffentlichung: 11. Januar 2019 Verkäufe: + 15.000   |
| 2020 | LederHosenRock Ariola (Sony)                            | DE27 (1 Wo.)DE | AT1 Platin · (88 Wo.)AT | CH5 (11 Wo.)CH | Erstveröffentlichung: 30. Oktober 2020 Verkäufe: + 15.000  |
| 2022 | Glück Ariola (Sony)                                     | DE19 (3 Wo.)DE | AT1 Gold · (39 Wo.)AT | CH4 (12 Wo.)CH | Erstveröffentlichung: 30. September 2022 Verkäufe: + 7.500 |
| 2025 | Alpenbarbie Ariola (Sony)                               | DE8 (1 Wo.)DE | AT1 (19 Wo.)AT | CH2 (4 Wo.)CH | Erstveröffentlichung: 10. Januar 2025                      |

## Auszeichnungen und Nominierungen
- 2018: smago! Award Österreich & Südtirol in der Kategorie Durchstarterin des Jahres[61]
- 2019: smago! Award Österreich & Südtirol in der Kategorie Künstlerin des Jahres[62]
- 2020: Amadeus-Verleihung
  - Auszeichnung in der Kategorie Schlager/Volksmusik[30]
  - Nominierung in der Kategorie Songwriter des Jahres für I steh auf Bergbauernbuam (Text und Musik Anita Kollmann)[63]
- 2021: smago! Award Deutschland „Courage-Award“[64]
- 2021: Amadeus-Verleihung
  - Auszeichnung in der Kategorie Songwriter des Jahres für Traktorführerschein (Text und Musik: Hubert Molander, Emanuel Treu)[65]
  - Auszeichnung in der Kategorie Schlager/Volksmusik[65]
  - Nominierung in der Album des Jahres für Lederhosenrock[66]
- 2021: Großes Ehrenzeichen des Landes Kärnten[67]
- 2022: Amadeus-Verleihung
  - Auszeichnung in der Kategorie Schlager/Volksmusik[68]
- 2023: Amadeus-Verleihung
  - Auszeichnung in der Kategorie Schlager/Volksmusik[69][70]
  - Nominierung in der Kategorie Album des Jahres (Glück)[71]
- 2024: Amadeus-Verleihung
  - Nominierung in der Kategorie Live Act des Jahres[72]
  - Auszeichnung in der Kategorie Schlager/Volksmusik[73]
- 2025: Amadeus-Verleihung
  - Auszeichnung in der Kategorie Schlager/Volksmusik[74]

## Filmografie (Auswahl)
- 2023: Pulled Pork